# 戦闘メカ ザブングルの登場人物
戦闘メカ ザブングルの登場人物（せんとうメカ ザブングルのとうじょうじんぶつ）では、テレビアニメ及びアニメーション映画『戦闘メカ ザブングル』に登場する架空の人物を列挙する。

## シビリアン
アイアン・ギアー一行 / ソルト / イノセント側ブレーカー / グロッキー一家 / ビッグマン一家 / カラス一家 / その他シビリアン
シビリアンは惑星ゾラでの人類再生計画において、もっとも新しい種族。好奇心旺盛で自ら行動範囲を拡大し、体質、知性ともに十分にイノセントの求める水準に達していると見なされている種族。イノセントからウォーカーマシン（WM）やランドシップ（LS）を与えられ、強すぎる闘争本能や知性を観察されていた。

### アイアン・ギアー一行
ジロン・アモス
声 - 小滝進
本作の主人公。鉄の爪（腕）と呼ばれたロックマンを父に持つ。両親を殺したティンプ・シャローンを見失い掟の3日以内に仇を討てなかったが、3日経った後もウォーカーマシンを盗んでまでティンプに復讐しようとした。ウォーカーマシンを盗んで手に入れる、ティンプへの仇討ちに関しては掟を無視するがザブングルは3日の掟で手に入れようとするなど、主人公の割にはお調子者で、仲間からもその点を批判されていた。しかし「肉親の敵討ちは理屈じゃない。復讐を終えた後はザブングルを返却する。その後はどんな人生でもかまわない」とも言っている。
行動原理は最初はひたすらティンプへの復讐心であったが、エルチがイノセントに拉致された後はエルチを救い出そうという行動理念に変わっていった。目的のためならシビリアンにとって不可侵および絶対服従とされていたイノセントにも盾つくその行動力は、イノセント支配に不満を持つ者たちの旗印となり周囲を巻き込んでいき、いつしか反イノセント組織であるソルトの中心となる。ウォーカーマシンの操縦技術はなかなかのもので、ブルメらに教えたこともある。ただし教えられるのは基礎的なもので、実際の操縦や戦闘は力任せなものが多い。また、機体の破損を放置したまま乗り続けるなど、メンテナンスに関しては無頓着で、エンジンや照準器が不調でも「それなりに」使い続けるためか、ジロンの乗るザブングルは他者には扱いづらい状態になっている（成り行きでザブングルに乗り込んだティンプ曰く、銃に「変なクセ」がつけられているとのこと。他にも「いきなりアクセル吹かすと風邪ひいちゃう」など色々とややこしいコツがある様子）。「女には優しくしなければならない」という父の教えを守っている。
性格や顔立ちも相まってとても女性にはモテなさそうであるが、筋肉質な体格、型破りな性格や有り余る行動力などから女性からの人気はあった。
愛銃はFN ブローニング・ハイパワー（カナディアンモデルにボーマーサイト装着）。砂トカゲの丸焼きが好物。
ドマンジュウ（土饅頭、土を饅頭のように盛った墓）やメロン・アモスなどと揶揄される丸顔。自分がアニメの主人公だと自覚した発言を度々しており、必殺技の名前を叫んだ後「一度言ってみたかった」と言ったりもした。
髪の毛は赤、目の色はダークブラウン。
年齢は16歳、身長は170cm。
エルチ・カーゴ
声 - 横尾まり
ザブングルとアイアン・ギアーを所有する交易商人キャリング・カーゴの一人娘。交易ポイントで目にしたイノセントの文化的生活に憧れており、そのため文化の香りのする色男に目がない。しかし性格はおてんばで、自分を人質として拉致すべく襲ってきたサンドラット団を単身で手玉にとるなど戦闘力も高い。投げナイフが得意で、投げナイフをスカートのベルトに常備している。ジロンに興味を持ち、ジロンと関わりのあるサンドラット団ごと雇い入れる。物語序盤で父の死に遭遇した際、カーゴ一家の跡目を継がずに文化の普及を志望するが、周囲がそれを許さない状況が続き、成り行きでアイアン・ギアー艦長となる。やがてジロンに恋心を抱くようになり恋敵となったラグと火花を散らすが、中盤でイノセントにより拉致・洗脳されてジロンたちの敵となった。粗野な父へは反発していたが、LSエンペラー改級の名前を「優しくて強そうで頼もしくて頑固」として、無意識に父の名前であるキャリングと命名していた。
ジロンらの活躍によりイノセントから奪還され、アーサー・ランクの身を挺した治療により最終決戦直前に洗脳を解かれ、正気を取り戻す。戦闘に再び参加するが、最終話でカシム・キングによるICBMの暴発の閃光及びザブングルのキャノピーの破片が目に直撃したことにより失明する。決戦終結後に失明や今までの言動の贖罪として荒野に独りザブングルを駆り飛び出すが、迎えに来たジロンの呼びかけに応え、仲間と共に生きていくことを決意する。彼女とジロンとを囲んで、みんなが走るシーンで本編は幕を閉じる。後の映画『ザブングル・グラフィティ』では、生きていたアーサーによって目の治癒の可能性が示唆される。銃はベレッタM84。
年齢は16歳、身長は155cm。
ラグ・ウラロ
声 - 島津冴子
少年少女の盗賊集団サンドラットのリーダー。姉御肌で負けん気が強く腕も立つ。ロックマンの一団への襲撃中に形勢不利気味だったところをジロンに助けられ、ジロンに興味を持つ。ウォーカー・マシンを手に入れたいとするジロンに手を貸し、カーゴ一家を襲う。父に反発するエルチの協力もあってザブングル強奪に成功するが、ティンプの策謀によるキャリングの死から、なし崩し的に形式上は雇われブレーカーとしてサンドラット団ごとカーゴ一家に身を寄せることになる。ジロンに急接近するエルチとしばしば対立し、恋敵として張り合った。中盤以降には敵となったエルチを追いかけ留守がちになったジロンに代わりアイアン・ギアーを指揮し、ザブングルに乗って戦う事が多かった。
惚れっぽい性格とよく言われるが、これは普段は気を張っているためか、女扱いをされるとコロリとまいってしまうためである。いじけて家出ならぬ船出をし、敵としてアイアン・ギアーを攻撃した後、涙を流しながらのジロンの鉄拳制裁を甘んじて受けたことからも分かるように、根はジロンに一途な少女である。決戦終了後、ジロンがエルチを追いかけて行った事に涙していたが、エンディングでは陽気に振舞っていた。愛銃はH&K P7とランチャーマグと呼ばれる拳銃型グレネードランチャー。当時のLPイラストでは、未来でブルメと一緒に駈けている。
年齢は16歳、身長は165cm。
チル
声 - TARAKO
サンドラット団最年少の少女。熊のポシェットがトレードマーク。チームのムードメーカーでお荷物になることも度々あったが、8歳という年齢ながら大人顔負けの行動力と洞察力を見せて活躍した。物語後半には、ウォーカー・ギャリアの下半身であるギャリィ・ウィルの操縦席にチャイルドシートを装着して、パイロットとして搭乗する。墓石に刻まれた文字を読めるなど、誰から学んだのか高い知能を持つ。サブマシンガンのスコーピオンが愛銃。「～だわさ」が口癖である。ジロンからは恋愛対象として扱われず、信頼できる仲間としてしか見られていなかったが、チルはジロンに好意を寄せ常に慕っており、行動理念は常にジロンのためであった。 そんな一途な想いは成就されたようで、サウンドトラックのイラストでは、成長した姿でジロンに寄り添う様子が描かれた。
ブルメ
声 - 古川登志夫
サンドラットの一員。皮肉屋だが年上のラグに惚れており頭が上がらない。射撃は得意だが、身長が低いため格闘は苦手。やや楽な道を選びたがる新人類タイプである。アイアン・ギアーに乗ってからは主砲手を務めることが多く、後半はザブングルに乗る時もあった。第32話でエルチを追い続けるジロンや、カタカムに夢中なラグに愛想を尽かしアイアン・ギアーを降りた時に偶然ビエル司政官を助けたことで、アイアン・ギアー一行がゾラの支配体制の全容を知るきっかけともなった。アイアン・ギアーを去った後、小型のランドシップと何人かの人員を集め、立派に独立していた。第36話でジロン達やビエルと共にHポイントに潜入した後、アイアン・ギアーへ戻る。物語当初でエルチを拉致しようと襲撃した時に、エルチの投げナイフでトレードマークのヘアバンドを切られたが、その後も縫い直してそのまま使っていた。愛銃はエンフィールドNo.2、ロケットランチャーも多用する。
年齢は15歳、身長は142cm。
ダイク
声 - 山下啓介
サンドラットの一員。気は優しくて力持ちを地で行く少年。体格が良く、降雪地帯でも毛皮を羽織るだけで上半身は常に裸。見た目の割りに器用で、ウォーカーマシンの操縦から砲撃手まで何でもこなす。典型的なサブキャラでありそれを本人も自認しているが、ジロンに真っ先に共感するなど、ゾラでは特異な方らしい。初対面の時に、骨折しているジロンの右腕を気遣って握手を左手に換えたように、他人に対する気遣いをどのような場面でも忘れない。ショットガンのハイスタンダードモデル10-Bを愛用。サウンドトラックに封入された物語の未来を描いたイラストではビリンに惚れている様子。
ファットマン・ビッグ
声 - 銀河万丈（旧名：田中崇）
22歳の寡黙な筋肉質の男性。当初は一言も喋らず、エルチの付き人として画面の端でポーズをとるだけだった。言葉をほとんど話せない。悪徳ロックマンのもとで奴隷のように働かされていた（ゾラに奴隷制度は存在しない）が、16歳の時に当時10歳のエルチに買い取られ、不遇から助け出される。そのためエルチに対する忠誠と執着は誰よりも強く、洗脳されたエルチに花を見せて記憶を戻そうとしたり、洗脳が催眠術で解けるかもしれないと聞き及ぶや、正気を失って座り込む彼女に（効果のない）催眠術を涙ながらに何度も唱えたりするなどした。嗅覚は人並み外れており、エルチのいる方向を臭いで察知することが出来る。コトセットによると、昔3km離れた場所からエルチの危機に駆け付けて救ったことがあるとのことである。
エルチが誘拐・洗脳されて敵に回ってからは、フル装備したザブングルで飛び出すこともあった。ウォーカーマシン相手でも素手で恐れず闘い、第34話ではカプリコタイプを投げ飛ばす人間離れしたパワーを見せた。最終決戦ではコクピット脇へロケットランチャー4門くくりつけたトラッド11に搭乗。最終回でICBMの暴発に巻き込まれるエルチのザブングルを自力で押し出して救出するも、自分は爆発に巻き込まれ、騎兵隊のような一張羅の破片が形見となってしまったと思われたが、土産を抱えて奇跡的に帰ってくる。サウンドトラックのイラストではエルチの子供をあやしていた。
年齢は22歳、身長は187cm。
なお、設定上での名称は「ファットマン・ビック」であるが（劇中では「ファットマン」とのみ呼ばれる）、近年では「ファットマン・ビッグ」と表記される事が多い。
コトセット・メムマ
声 - 岡和男（第1話 - 第4話）→広森信吾（第5話 - 第50話、および劇場版）
アイアン・ギアーの整備主任。最新メカに手を焼く技術者として登場。ゾラでは壊れた機械は捨てるもの、機械はイノセントから買うものとして認知されており、整備を行なう技術者は不足し技術も未熟である。彼も扱いづらいアイアン・ギアーには手を焼き、番組当初はアイアン・ギアーのウォーカーマシン形態への変形をなかなか許可しなかったが（「慣らし運転もせず、引き渡し時のテスト一回だけで実戦なんか出来ますか」が理由）、その後の整備により変形を度々成功させ一行を窮地から救った。また、アイアン・ギアーに搭載されたあらゆる火器の位置や射角を熟知しており、戦況に応じて砲手に指示を飛ばすなど、回を追うごとに行動の場は整備主任の枠を超え、砲撃戦のエキスパートの如き手腕も見せるようになる。
ラグとともにブリッジに常駐し、最終的には艦長補佐まで務める。アイアン・ギアー・タイプ同士の史上最大の格闘戦を行い、最終回ではアイアン・ギアーを飛ばす（≒ジャンプさせる）という無茶までやってのけた。17話ではハナワン族との戦闘の際に、演技力という隠れた才能を開花させた。思い通りにならないとよくヒステリーを起こし、第33話ではヒステリーのあまりギャグシーンで狼男に変身した。劇中では、男のヒステリーということで「オステリー」と皮肉られていた。また第37話ではラット熱に感染。錯乱して大笑いしながら暴走するという姿を見せた。
ベテランの技術者という、役回りとしては保守的な立ち位置だが、密かにオリジナルウォーカーマシンの設計図を描いていたことからも、彼もまた、ジロンと同じくある種のこだわりをもっていた人物であったと言える。
プロポピエフ・サンドーラ
声 - 斉藤豊治（第1話 - 第7話）→龍田直樹（第10話 - 第50話、および劇場版）
エルチの文化かぶれにより一座ごと雇われた旅芸人の座長。カーゴ一家の跡目争いの結果、大量にブレーカーが離反したために一座ごとアイアン・ギアーの戦闘補助にも駆り出された。洗脳されたエルチに人形劇を見せる、ハナワン族との戦いを避けるためにコトセットに怪物を演じさせるなど小技にかけては一流。容貌は冴えないが、知識も豊富でちょっとした文化人。義にも厚く、妻の再三の勧めにもかかわらず最後までアイアン・ギアーを降りなかった。モデルは本作キャラクターデザイナーの湖川友謙が主催していた作画スタジオ、ビーボォーで当時原画を担当していた坂本英明。
年齢は40歳、身長は173cm。
ローズ・サンドーラ
声 - 石井成子
プロポピエフ一座の花形ダンサーで、プロポピエフの妻。肉感的な美人で気が強い。エルチには愛嬌を振りまいており金蔓と思っていた節がある。しかし不満を口にするものの夫には従順に従う妻であった。キャリングの跡目争い以降、次々訪れる戦闘で疲弊したアイアン・ギアーから降りることを夫に何度も勧めたが、降りようとしない夫に従い戦闘までこなした。
イノセント兵に「ババア」よばわりされたこともある。
ルル、ミミ、キキ
プロポピエフ一座の3人のダンサー。もともとプロポピエフの一座でラインダンスなどをしていたが、アイアン・ギアーが慢性的な人手不足になったため戦闘に嫌々ながら駆り出される。キキは実は男性（オカマ）で、モデルはビーボォーで当時原画及び作画監督を担当していた遠藤栄一。しかし、ルルとミミよりも遙かに女性らしい性格だった。3人ともノリは良い方で、主砲発射の際は、発射に合わせてラインダンスをしていた。キキの身長は170cm。
キャリング・カーゴ
声 - 村松康雄
エルチの父。ゾラでも3本の指に入る交易商人。売り渡した商品を雇ったブレーカーに強奪させ、3日の掟によって再び自分のものにするなどしていた。それ自体はゾラではごく当たり前のことだがエルチには受け入れられず、エルチとは不仲であった。ティンプが手引きした成り上がろうとするグロッキー一家が突然襲撃してきたことで、アイアン・ギアーの艦橋から甲板に滑落し死亡。死後、ゾラのシビリアンの間においては非常に珍しい葬式が行われた。
年齢は50歳、身長は160cm。
ガルロ
声 - 二又一成
サンドラットの一員。細めの顔と細い目が特徴。団員の中でも下級メンバー扱いでハイヤ、マーレと共に行動する事が多い。ラグ達とアイアン・ギアーに乗り込んだ当初はラグの命令で機関員を務めていた。これはラグがアイアン・ギアーを乗っ取った後の運用を考えての事だった。その後は主にトラッド11に乗り込みジロン達への弾薬補給等サポート役が多かった。愚痴る事が多く、プロポピエフの作る料理が毎日同じ事に不満を漏らしたりしていた。
ハイヤ
声 - 佐藤正治
サンドラットの一員。かなりの近眼らしく常に牛乳瓶の底のような度入りゴーグルをしている。団員の中でも下級メンバー扱いでガルロ、マーレと共に行動する事が多い。やはりアイアン・ギアー機関員を経てトラッド11などでサポートを行うようになった。自分が番組内で端役である事を自覚しており、戦闘でやられた際「どうせ主役じゃないもんな」と言うのが恒例だった。モデルはビーボォーで当時原画を担当していた矢木正之。銃はS&W M586を使用。
マーレ
声 - 大塚智子
サンドラットの一員。常に泣き出しそうな顔をしている女性。団員の中でも下級メンバー扱いでガルロ、ハイヤと共に行動する事が多い。ガルロの恋人らしいが作品中では明確な描写はなかった。ガルロ、ハイヤと同じく当初はアイアン・ギアーの機関員をしており、「もうすぐ一人で動かせる」くらいまで熟練していた。後に戦闘サポートとして戦場に出る時はガルロのトラッド11のロールバーに掴まる形で共に乗り込む事が多かった。

### ソルト
カタカム・ズシム
声 - 中村秀利
ゾラの反イノセント組織ソルトの地域リーダー。カリスマ的存在でソルトのメンバーからの信頼は厚い。アイアン・ギアーの武勇伝を聞きつけて、仲間に取り込もうと画策した。演説などによる組織作りの能力に長けているが実戦実務能力は皆無で、言い換えれば口先だけ達者な男である。そのため傾倒していたラグやビリンらにも離反され、アイアン・ギアー乗っ取りのクーデターを試みたが失敗。信頼回復の最後の手段として、爆弾を抱えてキッドのランドシップ・ガバリエに突っ込み自爆した。その勇敢さを見直され、ソルト全体で非常に文化的な葬式（キャリングの項で記述したとおり、非常に珍しいことである）が行われたが、実は大爆発にもかかわらず本人は生きていた。しかし岩場の影からこの葬式を目の当たりにして感激して号泣、もはや皆の前に出るに出られず、静かにどこかへと去っていった。なお劇場版ではソルトが登場しないため、彼の出番は丸々カットされた（エンディングにテレビ放送時の映像が流れた程度）。
ビリン・ナダ
声 - 間嶋里美
ソルトの連絡員として登場した少女。はじめはカタカムに心酔していたが、口だけのカタカムから離れていき、後にアイアン・ギアーの主要メンバーになる。当初はレッグタイプを愛用していたが、本格的な戦闘になるとマリアとコンビで鹵獲したドランタイプでも戦っていた。最終決戦では再びレッグに乗り、レッグ隊を指揮した。キャローン・キャルは実姉。遠目には素足に見えるがタイツを着用している。ワルサーPPK/Sを携帯。出渕裕のお気に入りキャラ（『ときめいて！ビリンちゃん』なる読み切り漫画を執筆するほどの執心ぶりだった）で、後半ではラグ、マリアと共にアーサー・ランクの美男子ぶりと聡明さに惹かれてアーサー様親衛隊を結成し、マリアとチームを組むことが多くなった。劇場版では当初からアイアン・ギアーに乗り込んでいて、エルチらと旧友であるという設定に変更されていた。
年齢は15歳、身長は155cm。
マリア・マリア
声 - 島本須美（第9話）→能村弘子（第33話以降、および劇場版） / 川澄綾子（『スーパーロボット大戦シリーズ』）
ゾラにおいて非常に珍しい非戦平和主義の少女。ジロンと同じく周囲に流されない強い考えを持ち、身寄りのない子供たちを集めて育て、野菜を栽培して自給自足をしていたが、これらの行為はゾラでは奇異であり、奇人扱いされていた。キリスト教のような宗教を信心していた。自分の非戦主義が逆に争いを招いていたこと、ギャブレットに襲われた瞬間に咄嗟に暴力を働いてしまったことを後悔し、アイアン・ギアー一行の前で長い黒髪を自ら切ることで詫びる。再登場後は巡回するメディックの医療キャンプを手伝ってソルトに参加。初登場時はホバージープも満足に運転できなかったが、再登場後は鹵獲したドランを操縦して敵のドランを撃墜したり、小銃などで戦闘にも参加するようになっていた。なお、劇場版では上記のビリン同様、当初からアイアン・ギアーに乗り込んでいる。
モデルは、当時デビュー前だった声優の川村万梨阿とする説がアニメ雑誌『ジ・アニメ』に掲載されたが、真偽の程は不明。雑誌上では「あるファン」と紹介されていた。
メディック・ヘルト
声 - 佐藤正治
元はバザーを目当てに来る流れ者の医者。酒を愛するあまりに鼻は赤く、年齢よりも老けて見える。ジロンの骨折した腕を治療し服も与えたが、受け取った治療代金を代金を立て替えていたラグに盗まれた。ビッグマンとイノセントに関する会話をするなどインテリである。再登場した際にはソルトの医療チームを率いており、治療代のことは水に流してソルトと合流したジロンたちの参謀となった。トレーラーで各地を巡回しているうちにソルトに参加したのか、もともと諜報員的に活動していたのかは定かではない。劇場版では当初からアイアン・ギアーの一員となっていたため、ジロンの腕の治療代を踏み倒されたのは彼ではないことになる。
年齢は32歳、身長は160cm。
トロン・ミラン
声 - 向殿あさみ / 小宮和枝（劇場版）
第27話に登場した、WMカプリコ・タイプを駆るソルトの女性戦士。一人称は「ボク」の男勝り。身長は170cm以上ある。逆立った髪とツヤのある唇がトレードマーク。ギャリアの武器を買い付けに来たジロンと1丁のバズーカの取り合いとなり、ジロンと果し合いを行なう。生身の肉弾戦ではしなやかな身のこなしでジロンを翻弄し、ウォーカーマシン戦でもダイクに「カプリコの癖を知り尽くしている」と言わしめる動きで、慣熟していなかったとはいえ、ジロンの乗る最新型のギャリアを圧倒した。果し合いの最中にアイアン・ギアーとホーラとの交戦に巻き込まれるが、ホーラがイノセントの仕掛け人と知ると、「イノセントに逆らうことではちょっと知られた女」と名乗ってジロンに助太刀する。ほぼ敵は全滅、と思われたが倒したウォーカーマシンの銃座だけが生きており、不意打ちのような形で死亡。結果としてバズーカは彼女の遺品としてジロンのギャリアが使うこととなった。
第27話のみのゲストであったが、関西地区をエリアとする朝日放送（ABCテレビ）では、夏の高校野球放送の余波で同話の放送を休止し、後日への振替放送も行わなかったため、苦情の電話が殺到する事態となった。映画『ザブングル・グラフィティ』でトロンの登場時に表示される「幻のトロン・ミラン（関西地区で...）」というテロップは、このことに起因している。
カルダス・ブルーン
声 - 立沢雅人
第21話で登場した交易商人。その後、カタカムから渡されたアイアン・ギアーのブルーストーンを売ってドック艦、ゴルゴンを手に入れ、アイアン・ギアーの修繕を行なうなど職を度々変えながら再登場する。ロックマンよりはブレーカー、ブレーカーよりは運び屋、運び屋よりは修理屋という具合に商売気質、職人気質溢れる気っ風のいい男だった。ゴルゴンを売却してアースサンダー級LS二隻を手に入れ、最終決戦に参加するが、Xポイント手前でICBMの至近弾を受けて艦ごと散ってしまった。
コリンズ
声 - 龍田直樹
ソルトの幹部でカタカムの片腕的存在。第29話で登場後、しばらくはアイアン・ギアーと別行動をしていたが、後にヨップへのルートの偵察を行っていた事が判明。再度アイアン・ギアーに合流後、カタカムのクーデターに手を貸しアイアン・ギアーのブリッジを占拠する。しかしそのすぐ後の戦闘で怖気付き、縛り上げていたラグらを解放。「鉄砲撃って来る」と言いブリッジを後にするが、その後の消息は不明。
ラモン
声 - 安宅誠
ソルト所属の青年。補給部隊を率いてアイアン・ギアーに合流しようとしたが、ティンプ配下のドラン隊の奇襲を受け部隊は壊滅。自身も重傷を負ってしまった。このとき、涙ながらに詫びるラモンに対してカタカムは労わりの言葉をかけるという、普段とは別の一面を見せていた。

### イノセント側ブレーカー
キッド・ホーラ
声 - 二又一成
アイアン・ギアーの雇われブレーカーの頭を務める二枚目半の青年。最初の愛機は専用のカスタムウォーカーマシン・プロメウスA。タレ目がチャームポイント。エルチに惚れている。「趣味じゃない」と嫌っていたザブングルをジロンに奪われてからツキが落ち、キャリング・カーゴの死後、一家の跡目を継げるものだと思い込んでエルチにプロポーズするが拒絶され、力ずくでアイアン･ギアーを乗っ取ろうとするがこれも失敗し、結局アイアン・ギアーから追放される。その後はイノセントの仕掛け人となって、LSダブルスケールの艦長となって再登場。アイアン・ギアーとエルチを追い続けるものの、ツメが甘くことごとく失敗に終わる。ダブルスケール、ガバリエ、エンペラー改と三隻ものLSを乗艦にした「お大尽」で、ゲラバに「兄貴」と呼ばれると「艦長と呼べ」とその都度指摘していた。ジロンとの掛け合いの際は「タレ目タレ目」と罵られ、「ドマンジュウ」と返すのが恒例であった。
最終回直前にエンペラー改がギャリアの投げ付けたICBMの直撃を食らって轟沈するが、ズボンのお尻の部分が焼け焦げただけで助かり、最終決戦は遠くから傍観せざるを得なくなり悔しがっていた。ティンプ同様エンディングにも登場している。ゲラバからは呆れられつつも行動原理は全てエルチありきであり、本人は自覚していたか不明だが、その意味では彼も三日の掟を破っていたといえる。銃はモーゼルミリタリーを使用している。
年齢は27歳、身長は175cm。
ゲラバ・ゲラバ
声 - 西村知道
カーゴ一家の雇われブレーカー。ホーラが放逐されたと同時にアイアン・ギアーを去るが、ホーラの片腕として再登場する。ホーラとはカーゴ一家にいた時はタメ口だったが、再登場以降はランドシップの艦長となった彼を兄貴と呼び、金魚のフンとなって従う。ウォーカーマシンの操縦技術や潜入技術、騙す演技など一人立ちできるくらいに本人の能力は高く、カーゴ一家のブレーカーの中でも地位は高かったものの、生来の気の弱さ故にホーラの下で働き続けた。最終回で自分のズボンを焼け焦げたズボンの代わりとホーラに取られてしまい、ピンクのビキニブリーフを露出させていた。当初はシリアスキャラだったが、一度ホーラに逆らおうとして叩きのめされた後はボケをかますギャグキャラ化し、レオタード姿でエアロビダンスを踊るなど怪しい場面も見せ、ホーラに鉄拳のツッコミを入れられたこともあった。コルト・ガバメントを愛用。
ティンプ・シャローン
声 - 銀河万丈（旧名：田中崇）
イノセントの仕掛け人として暗躍するブレーカー。したたかな一匹狼。身長は2mは超えている。ジロンの両親を殺害したものの、見込みのある少年としてジロンを見逃したことが物語の発端となった。一度ジロンに倒されたかのように装って物語から退場していたが、ジロンのギャリア入手後に雪山地帯で再登場した。イノセントからLSギブロスを任された時には、しきりに艦長であることを強調。大型艦にふさわしい豊富な戦力を持ってジロンの前に立ちふさがった。とはいえイノセントにも金で雇われていたにすぎず、形勢が不利になると平気で逃亡した。ジロンの両親を殺害した理由は最後まで不明だったが、イノセントの命令ではないと発言している。
常にニヒルに振る舞っているがどこかでズッこけたり、毎度葉巻で鼻の頭に火傷をしたりとコミカルな描写が多々あり、本作のコメディとしての一面を図らずも強調した人物である。本来なら討ち取られて終わるべき立場だが、結局最終回までしぶとく生き残った。ホーラに先んじてエルチ奪還を行ったり、最終回の逃走では交換条件にエルチを要求したりと、ティンプもエルチに執着していた形跡がある。馬に乗るシーンは一度もなかったが、ブーツには何故か拍車が付いている。愛銃はシングルアクションアーミーフロンティアの二丁拳銃。コミックボンボンに連載された成井紀郎の漫画「ひみつ指令0059」では、後半のレギュラーになっている。
ギロ・ブル
声 - 佐藤正治 / 水鳥鉄夫（劇場版）
艦長となったティンプの副官。「お頭」「ボス」と呼んでいつも「艦長と呼べ」と怒鳴られ殴られる役回りの可哀そうな人物。最終回ではティンプのブラッカリィに乗って逃走しようとしたが襲撃にあい、ティンプは独りで逃げて見捨てられた。
キャローン・キャル
声 - 吉田理保子 / 松井菜桜子（スーパーロボット大戦α外伝）
イノセントの軍隊編成の呼びかけに応じたブレーカー集団の1人。レッグタイプで編成された女性ばかりのブレーカー集団のまとめ役で、ガバリエ級LSホワイティを与えられた。戦闘中に実妹のビリンと再会するが戦闘では敗北、その後いずこともなく去っていった。
アル、パッタ、ルトフ、レスリー
キャローン・キャルの女ブレーカー集団の主要メンバー。女性ながら、並の男性ブレーカーでは太刀打ちできない凄腕の連中である。アルはやや長身の体型で、パッタは最も小柄な体格。ルトフは太めでホワイティの舵を取り、レスリーは最も体格が良く、ドランを操ってジロンたちを苦しめた。
ガウツ・ガム
声 - 土井美加
洗脳されたエルチの副官だったが、持ち前の上昇志向から自らが指揮官たろうと虎視眈々。念願叶ってイノセントに取り入り、自身のランドシップと配下を獲得した。しかし、手柄の横取りを狙ってギア・ギアとアイアン・ギアーとの戦いを高みの見物していた最中、鍾乳洞での乱戦で落盤に巻き込まれ死亡する。断末魔のセリフは「あ、あたしはまだこれから活躍する人なんだよ〜〜！」。放送当時は新しいファッションだったパツパツのショートヘアと銀色の口紅がチャームポイント。
エミカ・ハーベ
声 - 三原世司奈
ガウツが独立し、グレタが独断で部隊を離れた事によって洗脳中のエルチの副官となり、共にキャリングに乗り込む。おっとりした外観から想像出来ないほどしたたかで、エルチから「思った以上に切れる」と評された。エルチの歴代副官の中では唯一エルチと良好な関係にあったが、不死の谷でのアイアン・ギアーとの決戦の終盤に、キャリングに乗り込んできたファットマンに気絶させられエルチも奪還されてしまう。その後キャリングの爆発に巻き込まれたか、脱出出来たかは不明。以後は登場しない。
ブブル、ゴッチ
声 - 塩屋浩三（ブブル）、立木文彦（ゴッチ）
ギア・ギアでドランを駆る雇われブレーカーの内の2人。金髪の方がブブルで紺色の髪がゴッチ。エルチ不在時にジロン出撃の報を聞いたグレタの独断出撃に嫌々ながら付き合わされ、散々引っ張り回される。何かにつけ強引にキスを迫るグレタに心底参っていた。

### グロッキー一家
グロッキー
声 - 飯塚昭三
キャリング・カーゴに対抗していた運び屋一家の頭目で、成り上がるチャンスをうかがっていた。おだてに弱い。カーゴ一家はザブングルが強奪され手薄になっているとティンプに吹き込まれてカーゴ一家襲撃を実行するが、変形に成功したアイアン・ギアーの迫力に気圧されて撤退した。その後も再び襲撃を行うが、共倒れを画策していたティンプの策略に最後まで気付かず、ティンプ操る自分の艦アースサンダーにウォーカーマシンごと潰されて死亡。

### ビッグマン一家
ビッグマン
声 - 池田勝
カーゴ一家よりも勢力の強い交易商人の老人。重武装を誇る最大のランドシップ、デラバス・ギャランを旗艦とする艦隊を所有する。三日の掟を破るアイアン・ギアー一行の成敗を画策するが、アイアン・ギアーを甘く見すぎて敗れる。ティンプらブレーカーを使って策略を行っているイノセントのやり方に疑問を持っていたが、イノセントはランドシップやウォーカーマシンの販売を目的としてシビリアンの間で争いを仕掛けていると考えていた。
メディックにイノセントへの疑問を漏らすが口は災いの元と一蹴され、カーゴ一家との戦いによってメディックの言葉通り抹殺された形となった。アイキャッチ前に「後半でいただきじゃ！」と言い、アニメ登場人物で初めてAパートとBパートを劇中で区別した人物として知られる。
ソノラマ文庫の小説版にも同名の人物が出ているが、こちらは老人ではなく、劇中のボディガードのような筋肉質の大男に変更されている。
なお、公式設定及び劇中の台詞での呼称は「ビックマン」であるが（小説版除外）、近年ではゲーム媒体等でビッグマンと表記される事が多い。
ミス・ギャブレット・ギャブレイ
声 - 芝田清子
ビッグマン傘下の女運び屋で、スレンダーなハイミス。「マダム」「年増」「オバサン」といった言葉が禁句で、そう呼ばれると「ミスと呼べ」と激怒する。周囲の男を手玉に取っていると自分では思っていた。貸与されていたLSパープルキャットの譲渡を成功報酬として、ビッグマンからアイアン・ギアー一行の討伐を命じられる。
キャリング死亡直後で不安定なアイアン・ギアー一行を手を変え品を変えて度々襲撃するが、ことごとく敗退した。それでも一度はアイアン・ギアー乗っ取りに成功したものの、ブルーストーンに目がくらんだ配下のブレーカーに裏切られ、逆に拘束されてアイアン・ギアー一行に売られてしまった。その後アイアン･ギアーから逃走するが、切り捨てられる形でビッグマン艦隊からパープルキャットもろとも総攻撃を受け、乗っていたクラブタイプWMに直撃弾を受けて死亡。
「キングアーサー」という白いペルシャ猫を飼っていたが、その猫はギャブレット亡き後、トカゲに襲い掛かり狩りをしてしたたかに生きていた。アーサー・ランクとの関係は不明である。また、後の富野由悠季監督作品『重戦機エルガイム』にも名が流用され、「ギャブレット・ギャブレー」なる男性が登場する（しかし、彼よりもミヤマ・リーリンが性格、役割共に本作のギャブレットに相当するポジションにあった）。
ガロンヌ
声 - 西村知道
ギャブレット配下のブレーカー。毒ナイフでジロン暗殺を企て、アイアン・ギアーに潜入し運び屋の権利書を盗もうとするが失敗。ギャブレットに好意を抱いていたようだが戦闘でも敗れ、いつの間にか姿を消す。手先が器用で手品が得意。
ガイ
声 - 二又一成
ギャブレット配下のブレーカー。バザーを後にしたロックマンを次々に襲い、アイアン・ギアー一行が犯人という噂を流していたが、それとは気付かず囮のザブングル・カーを攻撃してしまい、逆に捕虜となり一切を白状させられてしまった。

### カラス一家
カラス・カラス
声 - 上田敏也
カラス一家の頭目で禿頭の男性。自他共に認める大物の運び屋であるが、根っからの商人で戦闘は苦手としており、戦闘はもっぱら妻のグレタと弟のガリーに任せている。普段はうかがい知れぬが、妻にはデレデレの愛妻家で自分の艦に「グレタ」と名付けるほど。カーゴ一家とは友好関係にあった商人だったが、弟ガリー・カラスがアイアン・ギアーに殺されたため、カーゴ一家と事を構える決意をして決戦に臨む。だが最新装備のカーゴ一家に敗れ、妻グレタもアイアン・ギアーの手で死亡したと誤解。LSグレタをはじめ財産のほとんどを失い、自分の信用を担保に前代未聞のランドシップの前借りをビエル司政官に要請する。
ビエルはアイアン・ギアーの同等戦力に対する戦闘能力を試すために異例の措置として彼の前借り請願を承諾し、アイアン・ギアー級二番艦を与えた。手に入れた艦に妻と弟の名をとってグレタ・ガリーと命名し決戦に挑むが、慣れないLSと手勢の少なさから苦戦。更にカーゴ一家の捨て身の体当たりによって、アイアン・ギアーと相討ちの形で敗死した。最期はイノセントに利用されていたことに気付き、ジロン一行にそれを伝えて息絶える。この戦闘を観戦していたビエルは、アイアン・ギアー一行によってシビリアンの新たな時代が到来したことを確信する。
グレタ・カラス
声 - 小宮和枝
カラス・カラスの妻。彼女自身も交易商人である。豊満な体つきをしており露出度の高い大胆なコスチュームを着用しているが、このコスチューム及び髪型は当時日本でも公開されたカナダのアニメ映画Heavy Metalに登場した女剣士と似ている事をスタッフ自ら語っており、いわゆるパロディと言える。ブレーカーへ謝礼として濃厚なキスを度々行う。手料理を作れるなど家庭的で、劇中カラスは「久々に母ちゃんのカンガリアンのソテーを食べたい」とリクエストしていた。
夫や義弟ガリーとはLSアースハリケーンで別行動をとっており、夫と共同でアイアン・ギアーをすり鉢谷へ追い込むが返り討ちに遭う。この戦闘で彼女を死んだものと誤解したカラス・カラスは妻の弔い合戦を行なうが死亡。
その結果、今度はグレタがアイアン・ギアーを「父ちゃんの仇」として仇討ちを誓い、グレタはイノセントの雇われブレーカーに、そしてエルチの下僕にまでなって一行を最後まで苦しめた。その執念は、ナレーションで「後家の一念恐ろしや」「後家パワー」などと表現されている。三日の掟を超えたこだわりを持っていた一人。シビリアン対イノセントの最終決戦の中で、洗脳の解けたエルチの「新しい恋を見つけろ」という助言を受け入れ、和解して化粧を直しながら歩み去った。
映画版ではカラス一家とカーゴ一家の戦いが描かれていないため、ジロンたちとの因縁はなく、単にイノセントに雇われたブレーカーの一人として登場している。
搭乗WMはプロメウスとドラン。銃はアストラA-80を使用。
ガリー・カラス
声 - 屋良有作
カラス・カラスの実弟。カラスが「俺の強い弟」と太鼓判を押すほど戦闘に長けた上、やり手の交易商人らしく小規模ながら艦隊（アースサンダー級を旗艦にバッファロー級二隻）を持つ。兄と合流するための旅先で、カラスをアイアン・ギアーにけしかけるためにアイアン・ギアーに成りすましたホーラから先制攻撃を受け、その策略に掛かってアイアン･ギアーと交戦してしまうが、ラグに旗艦のブリッジを狙い撃ちされて重傷を負い、兄カラスに敵はカーゴ一家だと告げて息を引き取った。イノセントに利用されてカーゴ・カラス両家の遺恨のきっかけを作ってしまった人物。
ダンバ
カラスの艦の操舵手。唇が大きく、カラスを「旦那」と呼ぶ。第25話の復讐戦で、カラスと運命を共にして戦死。

### その他シビリアン
エル・コンドル
声 - 村山明
ラグとジロンの接近に失意し、船出したエルチの面倒を見た男性。二枚目の優男。かつて先祖が守った遺跡と周辺の人民を守り続けている。遺跡の付近にドームを建設したイノセントに抵抗し、ドームを破壊しイノセントを追い払ったが、不可侵絶対服従とされたイノセントに刃向かった一族として周囲からは蔑まされていた。気品あふれる文化の香にエルチは恋に堕ちるが、土地と民を守るという一族の使命を果たそうとし、ホーラとの戦闘で絶命する。「犠牲を省みずに土地と民を守る」という一族の使命を何よりも重んじて死んでいった一族の最後の一人だった。銃はM2カービン（メタルハンド・ガード付き）を使用。
アコン・アカグ
声 - 石丸博也（TV版） / 中村秀利（劇場版）
エル・コンドルとの騒動から戻ってきたエルチがジロンと接近したことで、エルチと入れ替わりに船出したラグの面倒を見た男性。ガバン級LSバッファローを持つ駆け出しのブレーカー。乗機は黄色いプロメウス。ごつい体格に似合わず純情で、気の優しい頼りになる男であり、ジロンに次いでラグを女扱いした2人目の人物。ラグに惚れていた。キッド・ホーラの手下として働いていたが、いつかはホーラを出し抜くという夢を持っていた。
ホーラはアイアン・ギアーをカラス一家と交戦させるためにアコンにアイアン・ギアーを装ってカラス・カラスを襲撃させ、カラスの信用を得るために自身はアコンを襲撃する。ラグを迎えにきたジロンらに対し、ラグは迷った挙句にアコンの味方に付いたが、結局アコンはこの戦闘で死亡。しかも、ラグは戦闘中に接近して来たジロンのザブングルが自分を見付けずに通過したのを怒るだけで、アコンは自分の死を泣いてすらもらえず、彼はジロンへの当て馬として利用されたに過ぎなかった。
ゼム
声 - 佐藤正治
アコンの副官。バッファローの操舵手。豊富な経験を伺わせる中年の男で、若いアコンを良く理解しサポートしていた。
ホッター
声 - 佐藤正治
自分の所有する「楽園」でブルーストーンを掘り続ける老人。家族を失うなど、ゾラの人々への不信で自分以外に誰も信じられなくなっていた。骨董品の採掘用ウォーカーマシン・センドビードを所有する。ギャブレットに指示されたトラン・トランからアイアン・ギアー一行がブルーストーンを盗みにくると吹き込まれ、オアシスに寄ったアイアン・ギアー一行と交戦した。誤解が解けてから、トラン・トランの裏切りに対して「魂胆がある」と言ってジロンたちの協力を拒んで自ら復讐したが、最後は死亡する。死に際の会話から、水のある土地にブルーストーンは存在しないと言われてきた土地で（ティンプいわく、上質の）ブルーストーンを採掘していたこと、一族が眠るこの土地で自分が最後の生き残りであったこと、楽園は自らの手で作り上げたことなどといった彼の生きる姿勢が、ジロンらのイノセントへの不信感を生むきっかけとなった。銃はH&k MP5Kを使用。
ザイラー
声 - 笹岡繁蔵
キャリング・カーゴのバザーでホバーノズルを手に入れたロックマン。頭目であるらしく、赤い三機のダッガータイプを率いていた。エルチは3日の掟に従い父キャリングがザイラーを襲撃することを知った上で、ジロンを試すために預けた。ジロンの父親について、ジロンに「一昔のロックマンなら誰でも知っている」と言っている。カーゴ一家の襲撃は予想していたが、ホーラ率いるウォーカーマシンの一団に襲撃されて絶命。マダム・ミレー（女手一つで子供を育てているロックマン）の襲撃を提案した部下には、マダムごと丸ごと盗っちゃうと冗談めかしていた。次回は3倍のブルーストーンを持参して新型ウォーカーマシンと交換すると言っていた。
ヨーゼフ
声 - 緒方賢一
メッカ・バレーの町でランドシップ用ドックを経営していた禿頭に髭のいかにも頑固職人風の男。コトセットによれば腕は良いらしい。2代目アイアン・ギアーの最終艤装を突貫作業で行うが、その途中にホーラのガバリエと戦闘状態となり慌てる。

## イノセント
アーサー・ランク派 / カシム・キング派 / その他

### アーサー・ランク派
ビエル
声 - 森功至
イノセントの1級司政官。美男子で、ビエルに文化の香りを見出したエルチは「ビエル様」と慕う。アーサーの意思そしてイノセントの目的を重んじ、人類再生計画の一環としてティンプらブレーカーを通してシビリアンの間に騒乱を起こしていた。ジロンらアイアン・ギアー一行を知るとシビリアンの新しい世代として注目し、重点的に様々な試練を与え続けた。最終的には自ら立案した洗脳実験を行うためにアイアン・ギアーの主要な女性としてエルチもしくはラグの拉致をホーラに指示、エルチを拉致し洗脳を実行する。しかしジロンらによって3箇所のポイントの襲撃を（故意に）許したためビラムから3階級降格を告げられ、エルチを取り上げられた後行方不明となる。
荒野を放浪していたところを船出していたブルメに偶然保護され、ブルメに会いに来たジロンに対し、自分がアイアン・ギアー一行に何を期待していたのか、そしてイノセントとシビリアンの真実を語った。しかし、乗り込んだHポイントでエルチ奪還に失敗したジロンらの救出にロケットランチャーや拳銃や手榴弾など持てるだけの火器を用いて身を挺し、絶命する。
Pポイント、Lポイント、Kポイントと移動した後にビラムを頼ってJポイントに移動してきたことから、上納ポイントを少なくとも3箇所は管轄していたようである。このときヨップのアーサー・ランクに連絡を取りたいと言いつつも、ティンプやエルチをエサにジロンたちを西へと誘導しており、何か作為があったのではないかという説もある（現在の地球の地理と照合するとヨップはヨーロッパ、ビエルの管轄はアメリカ大陸あたり、ビラムの管轄はアジアあたりであり、アーサーとの接触を図りたいならば通常は東へ向かうため）。人類再生計画の遂行などアーサー派ではあるが、シビリアンの幸福には関心がなかった。しかし自分が結果的にイノセントを滅ぼす計画を推進していることについては罪悪感があるようで、人知れず悩んでいるシーンがある。
エルチは美男子＝ビエルという強い認識があったようで、洗脳中にアーサー・ランクに対しビエルの名を呼んだ。また、ヨップの地図をジロンたちに渡したのはマツミ・クラムで、しかもビエルの死後の出来事なのだが、カシム派たちはこれもビエルの手引きかと発言している。
アーサー・ランク
声 - 塩沢兼人
イノセントの最高指導者。本名ではなくイノセントの指導者として襲名される名前である。当代は17歳のはかなげな美少年。人類再生計画を快く思わないカシム派によりヨップ・ポイントに軟禁されていたが、マツミ・クラムの手引きによりアイアン・ギアー一行に救出された。
外気に抵抗力をほとんどもたないためにドラム缶を改造したクリーンルームに入れられ、抗生物質などの薬物を投与することで外界に出た。イノセントはカシム派に情報統制されていたことから、放棄された放送設備がある不死の谷の太陽の塔から衛星放送を行い、世界中のイノセントに向けて人類再生計画の完了を宣言し、新世代のシビリアンとしてジロンを紹介する。また、医療技術によりイノセントでも外気に耐えられると説得した。放送終了直後に倒れかけたが、十分な医療設備を伴わずにドームから出たことで誤解されないように、放送が終わるまで自然に振舞って耐えたようである。
自身の余命がいくばくもないことを悟り、エルチに刷り込まれていたカシムの思考を自らに移すことでエルチの洗脳を解くが、自分に移ったカシムの意思を抑え切れないことを察知し、アイアン・ギアーから投身して自害する。劇場版では最終シーンで何事もなかったかのように爽やかに笑って再登場（元々、次回予告では、彼の自害が「最後の大芝居」であると明言されていた）し、女性陣からの黄色い声を浴びていた。
マツミ・クラム
声 - 逢坂秀実
ヨップ・ポイントで軟禁状態にあったアーサー・ランクの救出をジロンらに要請した人物。ヨップの内部地図などの資料を提供したが、その直後にガードマンヒューマノイドにより射殺される。ヒューマノイドはイノセントを攻撃できないので、ジロンらと同席していたことによる誤射で巻き添えをうけた模様。

### カシム・キング派
カシム・キング
声 - 緒方賢一
イノセントの長老。イノセントではアーサー・ランクに次ぐ地位を持つ。支配階級であるイノセントの現在の地位と権力を維持しようと、人類再生計画を支持するアーサー・ランクを軟禁していた。その行動原理は自らの地位の維持とイノセントという種族の保護という人間の行動原理としてはごく普通のものであるが、劇中最大の黒幕として描かれている。
洗脳しても記憶が再生してしまうエルチに対し、自分の意識をエルチに上書きすることで対応する。ヨップ・ポイントに乗り込んできたアイアン・ギアー一行の目的をアーサー殺害と見誤り、アーサーに遭遇するように仕向けるが、アーサーの保護と奪取を目的としていたために思惑が外れ、その後作戦失敗したエルチもアイアン・ギアーに奪還される。そのことで逆に自分の分身となっているエルチを使ってアーサーを殺害する機会を得るが、エルチにあったカシムの意識はアーサーの意思によりエルチからアーサーに移された。最終的にアーサーが自害することで結果的にアーサー殺害という目的は果たされたが時既に遅く、シビリアンの優勢はその時点で揺るぎないものとなっていた。武器類を集積していたXポイントで最終決戦を行うが、エルチのザブングルに追い詰められ、頭ごなしに指示するだけのカシムはビラムたち部下はおろか、ホーラやティンプといった雇われブレーカーたちにも見捨てられた。最後は先文明の遺産であるICBMを半狂乱となって乱射し、その誘爆に巻き込まれて自滅。決戦は終結した。
ビラム・キィ
声 - 戸谷公次
頬のこけた1級司政官。カシム派の実力者で、アーサー・ランクを幽閉しアーサー派の動きを封じていた。自分を頼ってきたビエルをポイントを次々に破壊されたとして責め、ビエルの人類再生計画の状況報告を多少脚色して上部に報告するなどしてビエルの行動を妨害していた。
背は多少低いが筋肉質。短気であり、設定画には興奮すると帽子を叩きつける癖がある旨の注釈があったが、本編で披露されることはなかった。様々な策謀と戦略を張り巡らせてアイアン・ギアーとソルトを倒そうと計るが、ことごとく失敗する。最終決戦では無理を押し付ける最高実力者のカシムを見限り、何人かの部下と共に逃走を開始するが、Xポイントの爆発に巻き込まれて最期を迎えた。
ドワス
声 - 佐藤正治
だんご鼻の2級司政官。ビエルの部下として登場するが、イノセント自らの地位を脅かす人類再生計画の進捗を快く思っておらず、人類再生計画を進めるビエルを失脚させようと工作を行っていた。人類再生計画のイノセントに対する害をビエルに訴えるも退けられ、ビエルの配下からの転属願いをビエルに提出していたが受理されなかった。
ビエルが失脚したことでカシム派としてビラムの部下となり、雇ったシビリアンによる軍隊を編成し指揮を行っていた。軍隊というものはゾラには現存しておらず、イノセントにしても文献の知識上にだけ記された存在で、全くノウハウが無い状態から始めねばならず、ドワスの苦労は並大抵の物ではなかった。上意下達による組織戦を経験したことがないシビリアンの軍隊は、当初は統制が取れず有効な戦力ではなかったが、次第に戦果を上げるようになった。しかし、結局はブレーカーによる寄せ集め集団であり、打倒イノセントの思想を持ち、より戦上手になったジロンたちソルト勢の前に敗退を重ねる。カシム、ビラムと共にYポイントに向かった後は登場しない。イノセントでは珍しくWMに乗って戦場に赴いたことがある。
アリバ・ドーラ
声 - 広瀬正志
ヨップの防衛を担当していたそばかすとタラコ唇が特徴の2級司政官。ジロンたちを追い詰めるが、アーサー・ランクごと取り逃がしてしまった。

### その他
Dr.マネ
声 - 青山佳代
眼鏡に大きなイヤリング、ブルーストーンの義歯をしたイノセントの女性科学者。シビリアンに対して各種実験を行っていた。ビエルが行っていたエルチの洗脳計画をビエルの失脚により引き継ぎ、総責任者となる。ただしこれは職務として行っていたもので、派閥という観点では中立。上司であるビラムに対しても洗脳計画の進行の妨げとなる命令は拒否していた。記憶を消去しても何度も再生するエルチを目の当たりにして洗脳計画の失敗を感じ、その対処として他人の意識を上書きするという手法に切り替え、カシム・キングの人格をエルチの人格に上書きした。その結果は良好で、エルチは対シビリアン軍隊の中でシビリアンのリーダーとなる。
その後アイアン・ギアー一行にエルチが奪還されると、奪還されたエルチの状態の確認とエルチの再奪還のためにプロメウスに搭乗し戦場に乗り込むが、正気に戻ったエルチからの攻撃を受けて敗北。洗脳はシビリアンの強化と命令で行っていたこと、女性が強くなることで独立を目指していたことを弁解し、せめて恋の一つもしてみたいと命乞いをし、エルチに見逃してもらう。その後の消息は不明。
スタン
声 - 佐藤正治
イノセントの2級司政官。ビエルの管轄の一つであるKポイントの責任者。アーサー派かカシム派のどちらかは不明。
エルチ奪還のためにイノセントの内部事情を知りたいジロンらが襲撃したKポイントの別荘でドームに穴を空けて侵入してきたジロンらに捕らえられるが、情報を聞きだす前に薬も気密服もなく外気に触れたためあえなく死亡した。エルチをビエルに横取りされて気が立っていたホーラはスタンとエルチの身柄の交換をビエルに要求するが、ホーラがイノセントでも死ぬということを喋ってしまったためにスタンの死亡が露見。ホーラはスタンの遺体を徹底的に調べると脅迫するが、ビエルはシビリアンの技術では何も解からないと受け流し交渉は決裂、最終的にKポイントはホーラとアイアン・ギアーの連合で壊滅した。
死なないと言われていたイノセントの死を初めて目にしたシビリアンの誰もが衝撃を受けたが、ジロンたちは彼の死によってイノセントもシビリアンと同じ人間であるという意識を持つことになった。
ガードマン・ヒューマノイド
イノセントのポイントを警護するアンドロイド。基本的にポイントの付近からは離れることはないが、ドワスによるプログラムの変更でアイアン・ギアーへの襲撃も行った。さらにドワスはガードマンにアーサー・ランク殺害をも命じるが、ガードマンの第一原則「第一、いかなるイノセントも傷付けてはならない。第二、リーダーの命令には絶対服従」をドワスが忘れていたため、これは失敗に終わった。
ロリータ
女性アンドロイド。交易ポイントのオフィスに配備されている。合成音声で会話し、すべて同じ容姿をしている。
ロリータII
ポイント内でエルチの身の回りの世話をしていた。容姿はロリータとは多少異なる。

## トラン・トラン
トラン・トランは人類再生計画のもっとも初期の段階で作られた人類である。しかし知能が低いことから失敗作とされ、放置されている（劇中ビエルが語る知能が低いことを示すセリフは再放送やビデオソフト化の際削除された）。劇中では定住集団生活やニワトリの飼育を行っており、髪飾りや顔へのペイントなどといったインディアンのような独自文化を持つ姿が描かれている。劇中に登場したトラン・トランはギャブレット・ギャブレイの下僕のような扱われ方をしていた。イノセントが干渉していないせいか人口としては多くなく、ホッターとのエピソード以外にほとんどその存在が描かれることはなかった上、ホッターとの抗争の際にも一定年齢以上の男性しか登場しなかった。
チムニー
声 - 広瀬正志
わずかに残ったトラン・トランの長。ギャブレットの策略でカーゴ一家との戦闘に加わるが、長年にわたってだまされていた事への復讐に燃えるホッターによりダムが破壊され、村は水没してしまった。知能が低いという設定であるが、言葉巧みにホッターをだまして利用したり、ウォーカーマシンの部品を保有したりする場面があったりするなど、劇中では知能がシビリアンに比べて著しく劣っているようには見えない。

## ハナワン
ハナワンは人類再生計画において、トラン・トランの後に生み出された種族。知性は高かったが、ゾラの強力な太陽のもとでは生活が出来ず、繁栄できないとして放置された種族である。泥の海ことマッド・シーにおいて洞窟に集落を作り細々と暮らしている。瞳が巨大で白目は外部からは見えない。視力は弱く、かつ太陽光線を和らげるために地上ではマスクを要する。地上での行動中に突然マスクを剥がされると眼を損傷する描写があるが、素顔での太陽光線下での行動シーンはある。潜水服は半魚人の様相をしており、シビリアンに半魚人であると誤解されるもととなっている。ムーナがジロンの説明が正しいと考えた根拠の一つとしてジロンの匂いを挙げていたことから、視力の代わりに特殊な嗅覚を備えた可能性がある。男女ともに頭髪は無い。ゾラのどこかに存在するハナワンの聖地に到達することで、太古の昔の祖先のように再び太陽の下で生活できるとの言い伝えを信じている。しかしハナワン自体がイノセントによる人工人類であることから、そのような歴史が存在していたとは考えにくく、種族としての行動原理として教え込まされているだけだと考えられる。なお、マッド・シーは泥の海といわれてはいるが、水が茶褐色に変色しているものの泥自体でできているわけではない。
ゲンナ・ハラム
声 - 林一夫
ハナワンの若き族長。男性。族長としての責任感はとても強いが、自陣営に有利な情報を盲信してしまう甘さが目立つ。聖地を記した書物をアイアン・ギアーの艦長（エルチ）が所有しているとホーラに吹き込まれ、アイアン・ギアーへの攻撃を指示した。ハナワンの決闘を神聖なものと考えており、逃げ出したジロンを蔑視する。キッドと手を結び、アイアン・ギアーにハナワンの総攻撃を仕掛けエルチの拉致を実行するが、ムーナの和解工作としての人質狂言にだまされてアイアン・ギアーに乗り込む。艦内でのムーナとジロンの説得に加え、アイアン・ギアーから撤退する予定時間の前にホーラがアイアン・ギアーに攻撃を開始したことでホーラに騙されていたことを確信、ジロンたちと共闘してダブルスケールを撃退した。女性はおしとやかで男性に従順であるべきと考えているようで、エルチのような闊達なシビリアンの女性には違和感を覚えるとともに、ジロンに同情していた。
ムーナ・タット
声 - 川島千代子
ハナワンの長老の娘である姫。美女。争いを好まない一人。アイアン・ギアーを船出したジロンを拉致して問いつめた際、ホーラがイノセントの仕掛け人であるとのジロンの説明が正しいと感じ、その考えが正しいかを確認し、かつゲンナらの暴走を止めて和解するためにアイアン・ギアーに乗り込む。ゲンナらの攻撃を止めさせてアイアン・ギアーとの会談の場を設けようと、狂言として人質を演じた。

## その他
ナレーター
声 - 銀河万丈（旧名：田中崇）
あらすじ紹介と次回予告とで本編の前後に登場する。往年の紙芝居のような独特の語り口や言い回しなどで、登場人物でないながらも視聴者の注目を集めた。時折自身が「ナレーション」であることに自覚的なセリフも聞かれた。2話以降の予告では、48話と49話を除き、タイトルの後に「…さて」と合いの手が入る。